# Antônio de Sena Madureira
Antônio de Sena Madureira (Recife, 1841 — Rio de Janeiro, 1889) foi um militar brasileiro. No início de sua carreira, participou da Guerra do Paraguai, acabando como prisioneiro das tropas lopiztas. Escreveu ácida resposta ao célebre livro do coronel George Thompson. Guerra do Paraguai: com um esboço histórico do país e do povo paraguaio e notas sobre a engenharia militar durante a guerra.

## Biografia
Nascido em Recife, por volta de 1841, Sena Madureira ingressou na Academia Militar, onde estudou ciências e matemática. Durante os primeiros anos da Guerra do Paraguai (1864–1870), esteve na Europa para estudos, retornando posteriormente para integrar as forças brasileiras no conflito. Foi capturado pelas tropas paraguaias comandadas por Francisco Solano López e permaneceu prisioneiro até o fim da guerra.

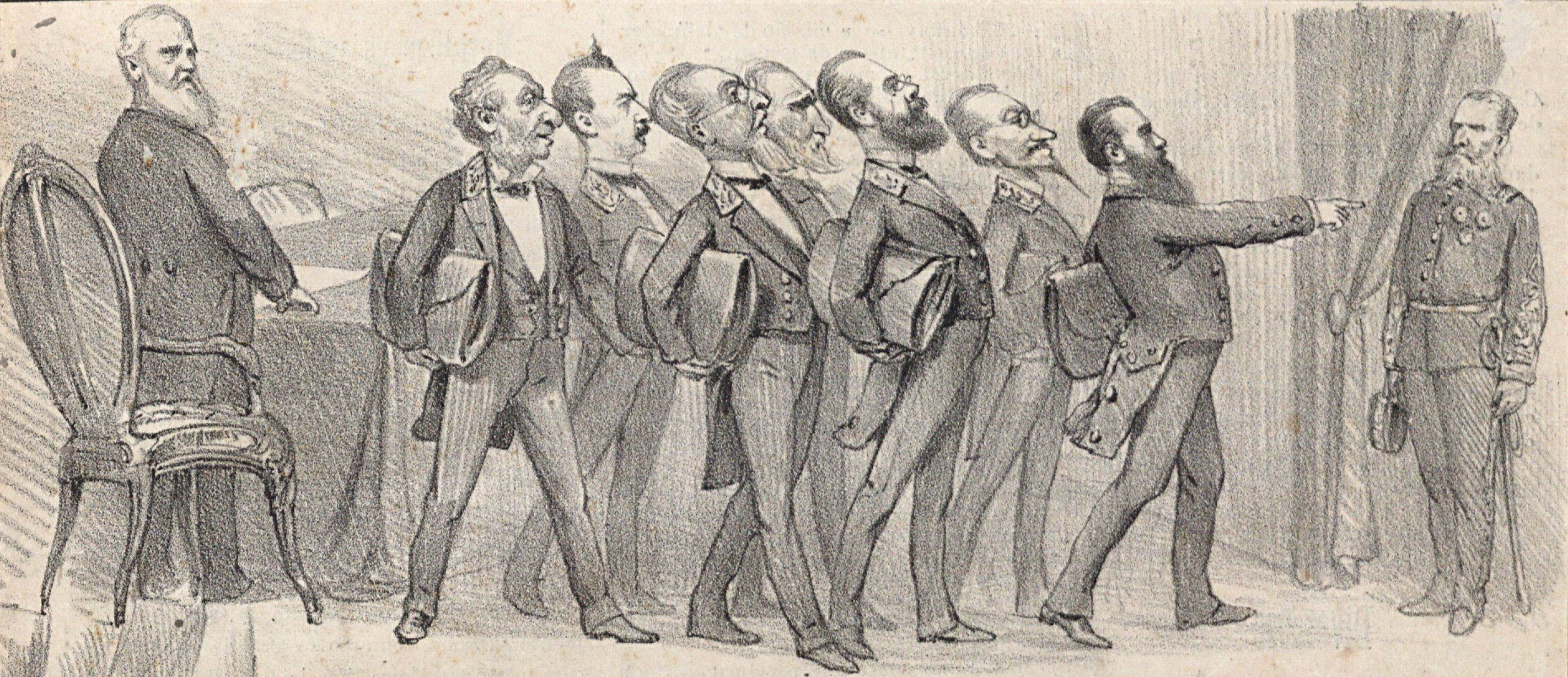
Na charge de Angelo Agostini, publicada em 19 de fevereiro de 1887 na Revista Illustrada, o marechal Deodoro da Fonseca, que se recusou a punir Sena Madureira, é deposto pelo gabinete ministerial do cargo de presidente e comandante de armas do Rio Grande do Sul.

Após o término da guerra, consolidou-se como oficial respeitado do Exército e, na década de 1880, envolveu-se ativamente na chamada Questão Militar, um movimento no qual oficiais reivindicavam direitos civis e contestavam a interferência do poder político sobre a carreira militar.

## Questão Militar e abolicionismo
Em 1883, publicou artigos no Jornal do Commercio criticando um projeto de lei que obrigava militares a contribuir para o montepio, medida que foi posteriormente retirada pelo governo imperial. Em 1884, como diretor da Escola de Tiro de Campo Grande, autorizou uma recepção a Francisco José do Nascimento, o Dragão do Mar, em apoio à causa abolicionista. O gesto desagradou o Ministro da Guerra e resultou em sua transferência, mas reforçou sua imagem pública como defensor da liberdade e opositor à escravidão.
Sena Madureira também defendeu publicamente, em artigos na imprensa, que os militares tinham direito à liberdade de expressão, o que levou à sua exoneração do cargo e posterior envio para servir no Rio Grande do Sul. Participou ainda da fundação do Clube Militar, idealizado por Deodoro da Fonseca e Benjamin Constant Botelho de Magalhães, entidade que buscava representar os interesses da oficialidade.

## Morte e legado
Antônio de Sena Madureira faleceu no Rio de Janeiro em 1889. Em sua homenagem, a cidade de Sena Madureira, no Acre, recebeu seu nome, e diversas ruas em cidades brasileiras também lhe prestam tributo.